# Успенский собор (Рыльск)
Успе́нский собор — второй кафедральный собор Курской епархии Русской православной церкви, расположенный в городе Рыльске Курской области, по адресу улица Свердлова, 7, на пересечении под прямым углом двух улиц — Карла Маркса и Свердлова (ранее — Васильевской и Верхне-Сеймовской). Храм был возведён по инициативе и на средства рыльского купца первой гильдии Ивана Филимонова в 1797—1811 годах из кирпича в стиле классицизма. Собор имеет традиционную крестово-купольную конструкцию, увенчан пятиглавием, внешне представляет собой четверик со скруглёнными углами и четырьмя портиками в центре каждого из фасадов. Памятник архитектуры федерального значения.

## История

### Предыстория и строительство
История прихода ведётся с 1518 года, когда по повелению московского царя Василия III Иоанновича в честь победы Новгород-Северского и Рыльского князя Василия Ивановича Шемякина над татарами, пришедшими грабить рыльские и путивльские земли, на левом берегу реки Дублянки был построен деревянный храм в честь Успения Пресвятой Богородицы, который был разобран по мере обветшания здания и примерно к началу XIX века заменён небольшой деревянной часовней.
В 1797 году на этом месте начали возводить новый каменный храм на средства рыльского купца первой гильдии Ивана Федотовича фон Филимонова, который вёл торговлю с Австрией и занимался церковной благотворительностью. Своё состояние И. Ф. Филимонов заработал на импорте кос, привозимых им из Австрии: австрийское правительство пожаловало Ивану Федотовичу личное дворянство, что и дало соответствующую прибавку к его фамилии (фон Фолимонов). В 1797 году фон Филимонов приобрёл у города обширный участок земли для строительства храма и обустройства площади вокруг него.
Подготовительные и строительные работы начались уже с весны. Кладка велась только в летнее время, а в зимний период выполнялись столярные и кузнечные работы, заготавливались строительные материалы, в мастерских изготавливались алебастровые изделия. В строительство нового храма были вовлечены жители Рыльска и ремесленники из соседних сёл, а также солдаты Рыльского полка, сформированного 15 (27) сентября 1807 года. Кузнецы, опережая каменщиков, возводили «скелет» строящегося храма из кованых тяжей, соединяя их по всему периметру.
Строительство храма закончилось в 1811 году, 12 (24) декабря 1811 года были освящены три престола храма: центральный — в честь Успения Пресвятой Богородицы (перенесён из разобранной деревянной церкви Успения Пресвятой Богородицы), левый — в честь святителя Василия Великого (сохранял преемственность от разобранной к этому времени старой деревянной Васильевской церкви города Рыльска), и правый — в честь Иоанна Предтечи (носил имя святого покровителя храмоздателя, купца фон Филимонова).

### До Октябрьской революции
В 1816 году на четвёртом ярусе колокольни были установлены четырёхсторонние башенные куранты с боем и колокольным перезвоном, изготовленные тульскими мастерами Алексеем и Ильёй Полутиными. Согласно другим источникам, часы появились на колокольне лишь в начале XX века.
В 1822 году сгорела Никольская церковь на Горе Иоанна Рыльского, служившая городским собором Рыльска, и функции городского собора временно перешли к Успенскому храму. Указом Священного Синода от 30 июля (11 августа) 1840 года Успенская церковь получила статус соборной. После установления в храме кафедры правящего архиерея он стал именоваться вплоть до настоящего времени кафедральным собором Успения Божией Матери.
В 1847 году был утверждён проект строительства церковной сторожки и каменной ограды вокруг церковной усадьбы, проходившей по всему её периметру по улицам Архангельской, Верхне-Сеймовской и Васильевской и состоявшей из поставленных на непрерывном каменном ленточном цоколе кирпичных столбов и металлических решёток. Строительство соборной ограды и сторожки производилось при содействии Рыльской Городской Думы и купцов Филимоновых. Северные ворота ограды располагались напротив основания колокольни и выходили на Васильевскую улицу. Они состояли из каменной проездной арки, фланкированной «плоскими» прямоугольными пилонами с двумя калитками. В «замковой» части арки находился киот с иконой. Другие, южные, ворота были обращены к торговой площади (они отображены на плане части города 1869 года). В юго-восточном углу ограды была возведена круглая в плане часовня, а около неё — церковная сторожка и свечная лавка.
Потомственный почётный гражданин Рыльска Василий Васильевич Филимонов в 1848 году завещал 200 рублей на содержание храма и причта и 40 рублей в пользу причта на поминовение рода Филимоновых. К югу от храма в 1860 году было построено небольшое приземистое здание с подвалом, которое имело входы со стороны улицы Верхне-Сеймской и со стороны церковного двора. В здании располагалась иконная лавка, а часть его использовалась в качестве материального склада.
Не позднее 1870-х годов в храме была устроена «духовая» система отопления с аммосовскими печами, расположенными в подвалах здания. Вероятно, в конце XIX века эта система реконструировалась. На рубеже XIX—XX веков колокольня была увенчана шпилем.
В 1877 году, согласно клировой ведомости, к приходу храма относилась часть жителей города Рыльска (183 двора: 674 мужчины и 681 женщина), слободка Николаевская (29 дворов: 118 мужчин и 110 женщин), хутор Лавочный (6 дворов: 30 мужчин и 16 женщин), деревня Луговки (13 дворов: 56 мужчин и 55 женщин), хутор Михайловский (13 дворов: 46 мужчин и 56 женщин), сельцо Бояринцевых (4 двора: 74 мужчины и 55 женщин), деревня Горелухово (51 двор: 245 мужчин и 224 женщины), деревня Высторонь (13 дворов: 64 мужчины и 73 женщины), деревня Висколь (5 дворов: 22 мужчины и 27 женщин), деревня Садки (12 дворов: 43 мужчины и 42 женщины), деревня Яньково (49 дворов: 199 мужчин и 202 женщины), деревня Сонино (27 дворов: 132 мужчины и 120 женщин), деревня Жилино (17 дворов: 133 мужчины и 127 женщин), деревня Журятино (3 двора: 8 мужчин и 8 женщин). Общее количество дворов, относившихся к приходу Успенского собора, составляло 247, а суммарное число прихожан насчитывало 1163 мужчины и 1141 женщину. В 1917 году к приходу относилось уже 668 домов, в которых проживало 2106 мужчин и 2053 женщины. В причте храма с 1877 по 1917 год состояло семь священнослужителей, одним из которых был Тихон Семёнович Булгаков, и один сверхштатный дьячок. При соборе действовали пять школ: три земские (в деревнях Горелухово, Яньково и Жилино) и две церковно-приходские. Одна церковно-приходская школа располагалась при соборе в каменном здании, построенном в 1902 году, на 1917 год в этой школе обучалось 38 мальчиков и 24 девочки; а вторая размещалась в построенном в 1910 году собственном здании в деревне Сонино, в ней обучалось 58 детей. В собственности Успенского собора к 1917 году было чуть более 283 десятины 200 квадратных саженей пахотной земли и 104 десятины сенокосных угодий.
К Успенскому собору были приписаны располагавшаяся в здании тюрьмы Никифоровская церковь и часовня на городской Базарной площади (теперь — Советской площади), построенная рыльским мещанским обществом в 1892 году в память избавления от опасности царской семьи при крушении Императорского поезда 17 (29) октября 1888 года. Ежегодно в этой часовне 16 (29) октября совершалось всенощное бдение, а 17 (30) октября проводился крестный ход от Успенского собора до часовни, в которой затем служили молебен.

#### Внутреннее убранство в дореволюционные годы
Изнутри храм опоясывал изящный орнамент из алебастра, а стены и своды храма были расписаны живописью. Резной иконостас был позолоченным. Под центральным куполом размещалась многоярусная позолоченная люстра. Клирос имел резное дубовое ограждение. Полы храма были выложены разноцветной кафельной плиткой. Под храмом располагались глубокие подвалы. В правом приделе храма под балдахином покоился прах почётного гражданина Рыльска дворянина Ивана Федотовича фон Филимонова, похороненного здесь за большие заслуги перед государством и Церковью.

### После Октябрьской революции
После принятия декрета СНК РСФСР от 23 января (5 февраля) 1918 года об отделении церкви от государства и школы от церкви Успенский храм с богослужебными предметами был передан горожанам в бесплатное пользование и продолжал функционировать на основании устава и договора с Рыльским уездным исполкомом от 15 мая 1919 года. Согласно описи имущества, составленной при заключении этого договора, в храме на тот момент находилось 8 евангелий с серебряными вызолоченными крышками, 29 серебряных вызолоченных и 12 металлических лампад, 54 иконы в иконостасе, 6 серебряных вызолоченных и 3 металлические креста, 26 риз для священников, 11 подризников, 109 богослужебных и 405 книг разного содержания. В соответствии с декретом ВЦИК от 23 февраля 1922 года для оказания помощи голодающим Поволжья у собора были изъяты серебряные и позолоченные оклады, богослужебные предметы и церковная утварь (всего — 59 предметов), среди которых 2 серебряных ковчега, 3 креста, 17 риз с икон. Общий вес изъятых ценностей составил 2 пуда 31 фунт и 30 золотников. В 1924 году договор был возобновлён.
Начиная с 1933 года здание храма стало использоваться в качестве зернохранилища. В 1935 году решением Президиума Курского облисполкома собор был закрыт, так как районная культовая комиссия признала Успенскую соборную церковь бездействующей. Согласно очередному решению Курского облисполкома, 7 февраля 1936 года собор был передан воинской части и использовался в качестве материального склада, а в здании церковно-приходской школы были поселены три семьи, сторожка же и иконная лавка использовались в качестве продуктового склада и каптёрки. Постепенно разрушаемые участки решётчатой кирпичной ограды собора со временем замещались сплошной стеной. В 1939 году на месте церковной лавки и сторожки было построено большое здание столовой, располагавшееся фасадом на улицу Карла Маркса (бывшую Сеймскую), при этом та часть здания, где располагалась сторожка, была сохранена. В 1940 году предпринималась попытка разрушить колокольню.
В годы Великой Отечественной войны Успенский собор не пострадал. Во время оккупации Рыльска проёмы алтаря были зашиты досками, а сам алтарь использовался под кладовую. В храме немцы складировали сено. За весь период военных действий лишь один снаряд угодил в простенок храма и лишь одна авиационная бомба разорвалась на церковной территории, не причинив Успенскому собору никаких повреждений.
После Великой Отечественной войны здание храма использовалось как дровяной склад. Колокольня собора была приспособлена под водонапорную башню, на неё подняли больших размеров металлический бак, а у основания шпиля устроили площадку и установили на неё телевизионную антенну. Была безвозвратно уничтожена уникальная отопительная система аммосовских печей, сломаны куранты, почти 90 процентов частей механизма которых были утрачены, оставшиеся изуродованы и покорежены искателями цветных металлов; разрушена и повреждена штукатурка, осыпались или были сбиты фрески. В 1952 году на территории собора на пересечении улиц Карла Маркса и Дзержинского была построена большая трёхэтажная армейская казарма. 30 августа 1960 года собор был взят под охрану государства как памятник архитектуры республиканского значения, в этом же году передан на баланс Рыльскому авиационному училищу спецслужб гражданской авиации. С 1985 года Министерством культуры РСФСР в соборе организованы реставрационные работы: на храме были установлены леса, был выполнен ремонт главок и крестов.
В 1991 году полуразрушенное здание было передано Курской епархии. 15 августа 1991 года была возобновлена деятельность православного прихода. Постановлением Главы администрации Курской области 28 апреля 1992 года Успенский собор внесён в качестве памятника республиканского значения в «Список памятников истории и культуры Курской области, находящихся на государственной охране и не подлежащих приватизации». 1 июля 1997 года в соответствии с Законом РСФСР «О свободе вероисповеданий» от 25 октября 1990 года произведена регистрация религиозного объединения Православный приход Успенского (Успения Божией Матери) собора Курской епархии Русской Православной Церкви (Московский патриархат) города Рыльска. 25 ноября 1999 года в соответствии с Федеральным законом «О свободе совести и о религиозных объединениях» от 26 сентября 1997 года зарегистрирована религиозная организация Покровский приход в г. Рыльске. В 2002 году состоялось освящение северного придела в честь Василия Великого и возобновились регулярные богослужения. В 2006 году был восстановлен карниз, изготовлены и установлены выносные гипсовые изделия, а главный купол подготовлен к проведению кровельных работ. В 2007 году реставрация Успенского собора продолжилась: были смонтированы четыре малых купола, восстановлена кровля на центральном куполе, завершен настил кровли над трапезной частью собора, на луковицы главного и четырёх малых куполов после освящения водружены кресты. 30 октября 2011 года старинные часы, отреставрированные курским мастером Романом Губановым на собранные во время благотворительного марафона к 200-летию храма средства, были установлены на прежнее место. В 2015 году произведена установка каркасов иконостасов левого и правого приделов, завершена внешняя побелка храма, часть площади перед собором вымощена тротуарной плиткой.
- Сентябрь 2011 года
- Май 2015 года

## Архитектура и убранство

### Храм
Собор представляет собой монументальное здание в классическом стиле, построенное целиком из кирпича и на кирпичном фундаменте. Это четырёхстолпный крестово-купольный храм, увенчанный пятью главами, имеющий внешний вид четверика со скруглёнными углами и четырьмя портиками в центре каждого фасада. В плане здание представляет собой равноконечный крест, ветви которого представлены выступами четырёх ризалитов, направленных по сторонам света. Собор почти симметричен по обеим перпендикулярным осям, однако немного протяжённее с востока на запад. Внешние размеры храма 25,5×28,0 м. Четырёхколонные портики расположены на высоких подиумах ризалитов (размерами 12,5×2,0 м) и образованы гладкими колоннами с ионическими капителями. На восточном и западном фасадах портики декоративные: из вплотную приставленных к стенам ризалитов 3/4-х колонн; а с северной и южной сторон здания полные круглые колонны диаметром около 1,2 м отступают от стены, образуя таким образом перед боковыми входами в собор крытые паперти, к которым идут ступени каменных лестниц. На колоннах портиков располагается широкий трёхмастный антаблемент, который проходит непрерывной лентой по всему верху стен четверика. Треугольные фронтоны, венчающие портики, образованы скатами кровли над основными ветвями креста. Над закруглёнными углами собора размещены непосредственно на стенах полусферической формы декоративные купола без барабанов, выполняющие функцию постамента для четырёх малых главок. Центральная глава храма находится на высоком световом барабане с двенадцатью высокими арочными окнами. На полусферическом куполе барабана располагается декоративный фонарь цилиндрической формы с четырьмя ложными арочными окнами, который в свою очередь служит основанием для сложного постамента венчающей главки. Все пять венчающих главок храма имеют небольшой размер и примерно одинаковую округлую форму, увенчаны простыми золочёными крестами.
Во внешнем оформлении венчающих карнизов использован белый камень. Фасады храма гладко оштукатурены, а скругленные углы объёмов храма и колокольни украшены горизонтальным рустом. Непрерывные тяги горизонтальных карнизов отмечают уровни расположения окон. На фасадах окна размещаются в два света: нижние — высокие, прямоугольные; окна второго света в портиках — квадратные, а на скругленных углах здания они имеют большую ширину и арочные завершения. Входные порталы храма прямоугольной формы и имеют равную окнам нижнего света высоту. Фасады центрального светового барабана украшены вертикальными плоскими лопатками, расположенными в простенках между окнами, которые имели вид пилястр с ионическими капителями.
Все окна собора имеют старинные кованые металлические решётки. Три входа в храм также имели кованые металлические глухие двери, которые в настоящее время установлены с внутренней стороны, а снаружи сохранились остатки вторых, поставленных позднее дверей — деревянных, остеклённых в верхней половине. Не исключено, что металлические ограждения имелись и у боковых папертей. Фасады собора были оштукатурены и окрашены в жёлто-охристый и белый цвета. В тимпанах фронтонов и в нишах верхнего малого барабана располагались живописные фигурные изображения на сюжеты из Евангелия. Кровли были покрашены зелёной масляной краской, а все пять главок были вызолочены.
Четыре массивные опоры, имеющие сложную конфигурацию треугольного очертания своего плана, разделяют внутреннее пространство четверика на девять сообщающихся ячеек. В центральной ячейке четыре подпружные арки и сферические паруса несут грандиозный световой барабан диаметром около десяти метров, который перекрыт сферическим куполом. Все остальные ячейки имеют глухие своды, в «рукавах» главного крестообразного пространства — цилиндрические, с распалубками от арочных проёмов, соединяющих их с угловыми ячейками храма. Специфическим расположением окон обусловлен сложный, неодинаковый характер освещения интерьера, при котором хорошо освещённые подкупольное пространство храма и центральная часть алтаря контрастируют со слабоосвещёнными пространствами боковых и западного нефов.
Для алтаря отведена вся восточная часть четверика: восточный «рукав креста» и две располагающиеся рядом угловые ячейки. Устроенные в два света окна дают хорошее освещение всем этим помещениям. Пол в алтарях поднят на 2—3 ступени для устройства солеи, клиросов и амвона. Главный престол во имя Успения Божией Матери размещается в восточном рукаве, престол Василия Великого — в юго-восточной угловой ячейке храма, а престол Иоанна Предтечи — в симметричной ей, северо-восточной угловой ячейке. Иконостасы алтарей располагались у двух восточных центральных подкупольных опор.
- Световой барабан
- Восстановленный иконостас
- Хоры

Хоры, открытые во внутреннее пространство центрального нефа, находятся в западном рукаве главного «креста». Изначально их перекрытие располагалось на деревянных конструкциях, при более поздних реконструкциях замененных на каменные своды. С этими же позднейшими переделками связана и закладка окон в переходе, связывающем храм с колокольней. Вход на хоры идёт по отреставрированной лестнице внутри стены в юго-западном углу храма.
Интерьер изначально характеризовался богатейшим декоративным убранством в традициях классицизма; имелись пластически развитые элементы архитектурного декора. Пяты больших подпружных арок поддерживались круглыми колоннами с коринфскими капителями, приставленными к боковым сторонам центральных подкупольных опор. Поверхность этих арок снизу была декорирована кессонами с лепными розетками, мотив которых повторялся в трёхчастном антаблементе, помещенном в основании большого светового барабана, с его фризом и сильно вынесенном лепным карнизом. В гармоничном сочетании с элементами пластического декора находилась стенная живопись в технике гризайли, поддерживавшая общую тему архитектурного убранства храма. В оформлении интерьера присутствуют также элементы и детали убранства более поздних строительных периодов: штукатурные тяги карнизов, огибающие архивольты больших подпружных арок, а также арки окон большого светового барабана. Вероятно, более поздними являются и сохранившиеся фрагменты фигурной живописи стен: изображения Апостолов в межоконных простенках барабана, Евангелистов — в парусах, а также, исполненные темперой многофигурные композиции на Евангельские сюжеты на столбах и стенах храма.

### Колокольня
Величественная, квадратная в плане (8,5×8,5 м), четырёхъярусная колокольня собора высотой 56 м примыкает к храму с запада. Является самой высокой колокольней во всей Курской области. Возведена в классическом стиле одновременно со зданием храма и сообщается с ним небольшим переходом, образованным скруглёнными стенами. В архитектуре колокольни просматривается влияние более ранних приёмов эпохи барокко. Три нижних яруса колокольни сходны между собой по своему композиционному решению, однако определяется постепенное ступенчатое уменьшение их объёмов от низа к верху. Основным мотивом оформления фасадов этих ярусов является компактный шестиколонный портик, увенчанный треугольным фронтоном. Каждый ярус колокольни опоясан по периметру двадцатью колоннами. В подчёркнуто широком центральном интерколумнии портиков, активно раздвигающем колонны и, как бы «пучками», смещающим их к углам, устроены арочные проёмы. В нижнем ярусе это арки входов, а во втором и в третьем — арки звонов. Большие размеры арочных проёмов должны были способствовать созданию звукового эффекта при колокольном звоне. Нижний ярус колокольни, служащий одновременно притвором собора, в своих пропорциях и характере декора фасадов согласуется с фасадами храма: горизонтальные тяги карнизов непосредственно переходят с фасадов храма на нижний ярус колокольни, окна нижнего и верхнего света в переходе имеют устройство, аналогичное храмовым. Аналогичны и капители колонн, имеющих, однако, меньший диаметр (около 80 см) и более стройные пропорции.
У каждого из ярусов колокольни имеется свой самостоятельный цоколь, а помимо этого, между первым и вторым ярусами расположен дополнительный «аттиковый» ярус с полукруглым окном. Аналогичное окно помещено и в тимпане фронтона второго яруса колокольни. Четвёртый ярус колокольни представляет собой кубическую часовую башню, завершающуюся лучковыми фронтонами и высоким шпилем. Круглые отверстия на фасадах этого яруса имелись изначально и предназначались для циферблатов часов, однако часы были установлены здесь только в начале XX столетия, при этом диаметр отверстий был увеличен, в связи с этим немного пострадали стволы двух центральных колонн на фасаде четвёртого яруса. Часы, изготовленные тульскими мастерами Ильёй и Алексеем Палутиными в 1809—1816 годах, звонили каждые четверть часа и исполняли мелодию, что подтверждает механизм, настроенный на восемь нот. Шпиль, завершающий колокольню, предположительно, был установлен на неё не сразу; скорее всего, им было заменено в конце XIX — начале XX века другое, более традиционное и скромное завершение колокольни, подобное тому, какое до нашего времени имеется на колокольне Покровского храма Рыльска.
На яруса колокольни можно попасть через хоры храма, затем по лестнице внутри северной стены, связывающей колокольню с храмом. Внутреннее крестообразное пространство нижнего яруса колокольни перекрыто сводами и одновременно играет роль и западной паперти собора, и главного входа в храм. Изначально это пространство было открытым, но позднее арки входа снаружи были закрыты двустворчатыми дверями с остеклёнными полукруглыми люнетами. Аналогичные двери стояли на границе между превращённым во входной тамбур нижним ярусом колокольни и помещением самого храма.

## В филателии
Специально к 200-летию Успенского кафедрального собора, отмечавшемуся в 2011 году, по заказу курского филиала Почты России тиражом 500 тысяч экземпляров был выпущен памятный художественный маркированный конверт с изображением Успенского собора. Презентация конверта состоялась 28 августа 2011 года в Рыльске, в день Успения Пресвятой Богородицы и празднования юбилея собора.

## Комментарии
1. ↑  Постановление Совета министров РСФСР № 1327, прил. 1 от 30 августа 1960 года[4].
2. ↑  Балдахин над прахом И. Ф. фон Филимонова по непонятным причинам был снят в 1850-е годы[26].
3. ↑  Постановление Главы администрации Курской области № 209 от 28 апреля 1992 года[6].
4. ↑  Свидетельство № 87 от 1 июля 1997 года[6].
5. ↑  Свидетельство о регистрации № 157-р от 25 ноября 1999 года[6].